# William Strunk
William Strunk (ur. 1 lipca 1869 w Cincinnati, zm. 26 września 1946 w Nowym Jorku) – amerykański anglista, profesor języka angielskiego na Uniwersytecie Cornella i autor The Elements of Style (1918). Książka ta wydana w wersji poszerzonej przez E. B. White'a stała się pod koniec XX wieku popularnym poradnikiem językowym, powszechnie zwanym Strunk & White.
Urodził się w Cincinnati w stanie Ohio. Kształcił się na Uniwersytecie w Cincinnati, gdzie w 1890 r. uzyskał bakalaureat. Doktoryzował się w 1896 r. na Uniwersytecie Cornella. W roku akademickim 1898–1899 przebywał na Sorbonie i w Collège de France, gdzie uczył się morfologii i filologii.
Początkowo (1890–1891) nauczał matematyki w Rose Polytechnical Institute w Terre Haute (Indiana). Swoją karierę zawodową związał jednak z Uniwersytetem Cornella, gdzie przez 46 lat wykładał anglistykę.